# Pseudophoxinus atropatenus
Pseudophoxinus atropatenus är en fiskart som först beskrevs av Derjavin, 1937.  Pseudophoxinus atropatenus ingår i släktet Pseudophoxinus och familjen karpfiskar. Inga underarter finns listade i Catalogue of Life.
Denna fisk blir upp till 9,5 cm lång.
Arten förekommer endemisk i djupa källor till floden Türyançay i Azerbajdzjan. Regionen är ett karstlandskap.
I området bor många människor och vattenföroreningar kan ske snabb. Reviret är maximalt 10 km² stort. IUCN listar arten som akut hotad (CR).